# Club-Mate

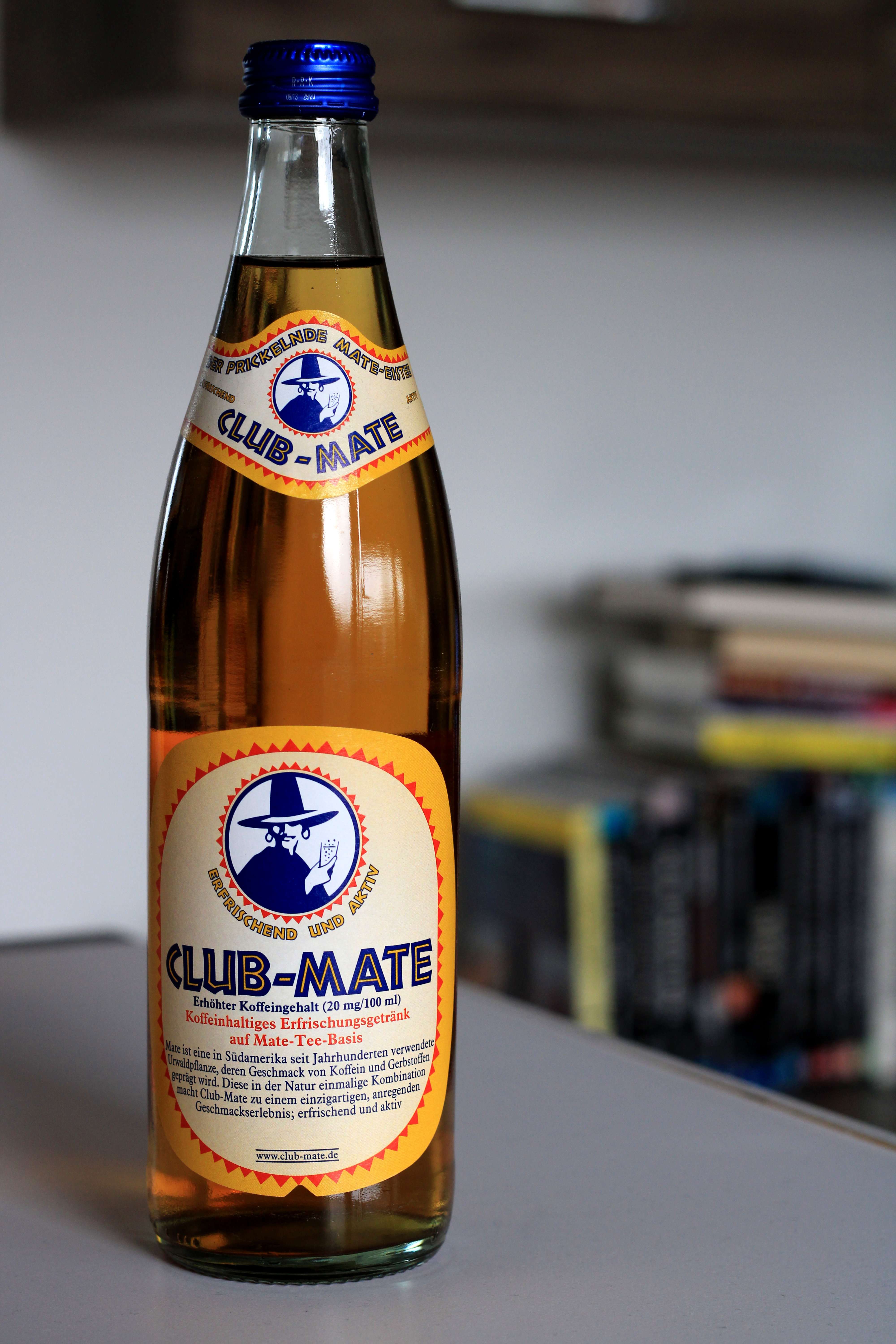
0,5-Liter-Flasche

Club-Mate [ˈklʊp ˌmaːtə] (anhörenⓘ) ist ein koffein- und kohlensäurehaltiges, alkoholfreies Erfrischungsgetränk der Brauerei Loscher aus Münchsteinach in der Metropolregion Nürnberg. Es basiert auf der Mate-Pflanze. Das Getränk hat einen Koffeingehalt von 20 mg pro 100 ml, dies entspricht in der typischen Konsumform einer 500-ml-Flasche etwa dem Koffeingehalt von 125 ml Filterkaffee. Der Zuckergehalt beträgt 5 g/100 ml und der physiologische Brennwert liegt bei 83,7 kJ/100 g (20 kcal/100 g).

## Name
Der Name leitet sich von der Yerba-Mate ab und nicht vom englischen Begriff „mate“ ['meɪt] (anhörenⓘ; dt. Kamerad oder Kumpel). Das Getränk gilt als Kultgetränk in Hackerkreisen und unter jungen Leuten respektive Hipstern. Durch die Bekanntheit, die Club-Mate in der deutschen Hackerszene erreicht hat, wurde sie auch auf ausländischen Hackerveranstaltungen erhältlich.

## Geschichte
Der Ursprung liegt in der Produktion als Lizenzbetrieb der Mate Industrie GmbH Bad Köstritz. Der ursprüngliche Name des Getränks lautete „Sekt-Bronte“, welches seit 1924 produziert wurde, allerdings nur regional bekannt war. In den 1950er Jahren wurde das Getränk in Club-Mate umbenannt. Auch 2014 ist jedoch „Bronte“ regional noch als Begriff für das Getränk im aktiven Wortschatz. Das Rezept für Club-Mate kam mit dem Kauf der Limonadenfabrik Geola Getränke in Dietenhofen bei Nürnberg 1994 in den Besitz der Firma Loscher. Mit der Übernahme begann man, es überregional zu vertreiben. Da es nie große Werbekampagnen für Club-Mate gab, stieg der Bekanntheitsgrad der Marke nur langsam. Nach der Hackerszene wurde Club-Mate in den 2000er Jahren in der Party- und Festivalszene bekannter. Während Club-Mate in vielen Gebieten Deutschlands weitgehend unbekannt ist, gehört sie in einigen Städten, insbesondere auch solchen mit größeren Universitäten, inzwischen zum Standardsortiment von Kiosken, Spätis und einigen Supermarktketten (Rewe, Edeka) sowie Diskotheken. 2011 kam es zu einem Lieferengpass seitens der Brauerei Loscher, da nicht genügend Pfandflaschen zurückgegeben wurden. Daraufhin wurde bei Facebook die Selbsthilfegruppe Matecalypse now gegründet, die dazu aufrief, leere Pfandflaschen abzugeben.
Im Dezember 2007 wurde eine Club-Mate-Winter-Edition mit Gewürzen auf den Markt gebracht, die seitdem jeden Winter für kurze Zeit im Handel erhältlich ist. Seit 2009 ist eine Cola unter dem Markennamen erhältlich und auch eine Eisteevariante ist seit einiger Zeit unter dem Namen ICE-T-Kraftstoff zu erwerben. Bei dieser Version wurde der Koffeingehalt auf 22 mg pro 100 ml erhöht und auch der Zuckergehalt ist weitaus höher, als es beim ursprünglichen Mate-Produkt der Fall ist. Seit 2013 wird mit Club-Mate Granat in den Sommermonaten eine Granatapfelvariante vertrieben. Inzwischen gibt es auch die zuckerfreie Variante Club-Mate Zero.

## Mate-Mixgetränke

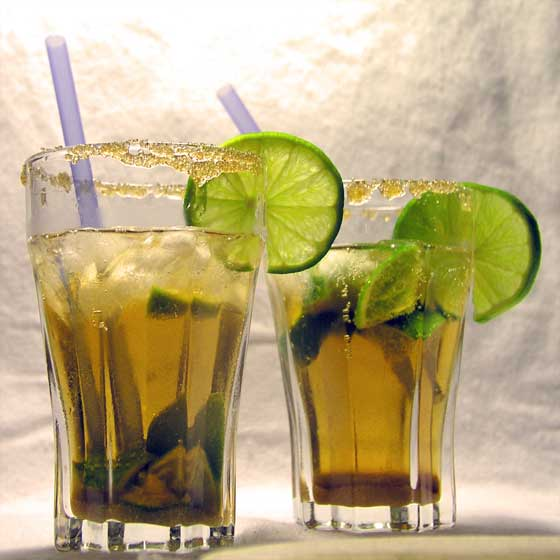
Tschunk

Der Tschunk [tʃʊŋk] (anhörenⓘ) (seltener auch in der Schreibweise Chunk) ist ein Cocktail aus Rum, Rohrzucker, Limetten und Club-Mate. Der Cocktail wurde höchstwahrscheinlich in den 1990er Jahren im Umfeld des Ostberliner „Club Forschung“ erfunden und ist überwiegend in der Hackerszene verbreitet (u. a. bei Mitgliedern des CCC).
Club-Mate wird in der Gastronomie auch als Longdrink in Verbindung mit einer Spirituose wie z. B. Wodka oder als Mischgetränk mit Sektanteil angeboten. Hierfür haben sich in der Clubszene Namen wie „Turbomate“ oder „Matoka“ etabliert.

## Rezeption
Eine abgewandelte Version des Markenlogos wurde vor allem in Rostock unter dem Namen Club-Molli – Leicht zu bauender Brandsatz für den Widerstand auf der Straße zur Bewerbung von Molotowcocktails verwendet. Das Plakat wurde auch in Blogs im Internet verbreitet, worauf die Herstellerfirma von Club-Mate dies per Abmahnung als Aufruf zur Gewalt zu unterbinden versuchte. Später bezeichnete die Brauerei dies als Missverständnis.
Club-Mate ist inzwischen auch in einigen Geschäften und Clubs in New York erhältlich, der Club „Bossa Nova“ beispielsweise importiert das Getränk für seine Kunden. Ausgegangen ist diese Idee vom Betreiber des Clubs, John Barclay: „Wir verkaufen Club Mate, weil wir daran glauben, dass es eine metaphysische Beziehung zu Technomusik besitzt“.

## Sorten
- Club-Mate
- Club-Mate Ice-T Kraftstoff
- Club-Mate Granat
- Club-Mate Winter-Edition
- Club-Mate Cola
- Club-Mate Zero
- Club-Mate Beere